# Корра одна
«Корра одна» (англ. Korra Alone) — второй эпизод четвёртого сезона американского мультсериала «Легенда о Корре».

## Сюжет
Одинокой Корре видится её воплощение в состоянии Аватара. Она бродит по городу, вспоминая, как уезжала на родину для выздоровления. Ей снились кошмары с Захиром, и она заново училась ходить, но поначалу не получалось. Корра читала письма, которые писали ей друзья. Через полгода она очень злилась из-за своей беспомощности, и Катара поддерживала девушку. Она предложила ей представить, как Аватар доходит до Наги, и тогда Корре удалось сделать первые шаги. В настоящем она встречает щенка и снова видит своё воплощение Аватара. Затем пёсик ведёт её за собой. В следующем флешбэке Тензин навещает больную Корру, и она демонстрирует ему тренировку с магами огня. Однако во время неё ей снова вспоминается Захир, и она проигрывает. Аватар переживает, что, пока находится здесь, её друзья восстанавливают равновесие в мире. Корра пишет письмо Асами, изливая душу, и просит её не говорить об этом Мако и Болину, которым она не пишет, чтобы не обидеть их.
За ужином Корра говорит родителям, что хочет вернуться в Республиканский город, и они отпускают её. Она в одиночку плывёт на лодке и причаливает у берега. Корра общается с торговцем, а затем видит, как хулиганы ограбили старуху. Она хочет помешать им, но грабители вырубают её и скрываются. Ночью ей впервые мерещится её воплощение в состоянии Аватара, и наутро девушка меняет одежду и срезает свой хвостик. Она прибывает к южному порталу и заходит в мир духов, чтобы помедитировать у Древа времени. Она пытается восстановить связь с Раавой, и духи хотят ей помочь, но она отказывается, и после безрезультатной медитации возвращается в мир людей. Она пишет родителям письма и врёт, что хорошо проводит время в Республиканском городе, а сама путешествует по миру в поисках себя. В одной деревушке ей снова мерещится своё воплощение, и оно приводит Корру на тот ринг, где она терпит поражение. В настоящем щенок приводит Аватара на болото. Там он раскрывается как дух, от помощи которого Корра отказывалась при медитации. Он говорит, что здесь она найдёт кое кого. Затем ей снова мерещится её воплощение, и в ходе битвы с ним она падает в лужу грязи. Корра приходит в себя в какой-то пещере, где о ней заботится пожилая дама. Аватар узнаёт в ней Тоф Бейфонг, которая рада встрече с перерождённым Аангом.

## Отзывы

Динамика оценок IGN к эпизодам 4 сезона мультсериала

Макс Николсон из IGN поставил эпизоду оценку 10 из 10 и написал, что «серия на этой неделе сильно отличалась по тональности от премьеры, поскольку акцент сместился на Корру и её трёхлетний путь исцеления». Рецензент добавил, что «„Корра одна“ запросто входит в число лучших эпизодов мультсериала». Оливер Сава из The A.V. Club дал серии оценку «A-» и отметил, что эпизод «исследует глубины страха и неуверенности Корры в себе, сталкивая её против знакомого врага: самой себя».
Каси Феррелл из Den of Geek была очень «рада снова увидеть» Тоф. Её коллега, Майкл Маммано, вручил серии 5 звёзд из 5 и посчитал, что «этот эпизод стал одним из лучших в мультсериале на сегодняшний день». Главный редактор The Filtered Lens, Мэтт Доэрти, поставил серии оценку «A» и написал, что «„Корра одна“ подготовила почву для поистине легендарного финала».
Мордикай Кнод из Tor.com подчеркнул «уместность» того, что Корра нашла Тоф на болоте, ибо Аанг впервые видел видения с ней именно там. Мэтт Пэтчес из ScreenCrush написал, что в этом эпизоде «вселенная „Аватара“ кажется необъятной, поскольку наша героиня пересекает открытое море, вулканический ад и заполненные миражами пустыни, а её воплощение Аватара появляются во всех уголках Земли».